# Военно-морские силы КНР
Военно-морские силы Китайской Народной Республики (кит. 中国人民解放軍海軍; пиньинь: Zhōngguó Rénmín Jiěfàngjūn Hǎijūn (ВМС КНР), официально — Военно-морской флот Народно-освободительной армии Китая (ВМФ НОАК) — один из видов вооружённых сил Народно-освободительной армии Китайской Народной Республики. Численностью личного состава в 260 тыс. чел. организован в три флота: Флот Северного Моря со штабом в Циндао, Флот Восточного Моря со штабом в Нинбо, и Флот Южного Моря со штабом в Чжаньцзян. Каждый флот включает в себя надводные корабли, подводные лодки, морскую авиацию и подразделения береговой обороны. Корпус морской пехоты состоит из 11 бригад численностью до 55 тысяч человек.
По версии журнала «Популярная механика», ВМС КНР занимают второе место в мире по мощи после ВМС США, имея 370 кораблей против 293 американских. ВМС взаимодействуют с научно-исследовательскими судами и располагают мобилизационным резервом из большого количества гражданских ролкеров и контейнеровозов, часть из которых построена по военным стандартам. Для разгрузки ролкеров вне портов и без плавучих пирсов строятся десантные мостовые баржи.
Флот опирается на крупнейшую в мире судостроительную промышленность.
ВМС КНР обладают официальной иностранной военной базой в Джибути, модернизируют совместную базу Реам в Камбодже и могут заполучить ещё около 17 баз, разбросанных по берегам Мирового океана: от Нигерии на западе до Кирибати на востоке. Jane’s не включает в список Вуди и Файери Кросс, потому что эти острова контролируются Китаем и административно отнесены к провинции Хайнань.

## История
Устанавливая в процессе гражданской войны в Китае контроль над континентальной частью страны, Народно-освободительная армия Китая (НОАК) не имела своего флота. Однако уже в 1949 году Председатель КПК Мао Цзэдун заявил, что «чтобы противостоять империалистической агрессии, мы должны строить сильный флот». Также, незадолго до окончания войны в распоряжении НОАК оказались некоторые корабли гоминьдановского ВМФ, экипажи которых перешли на сторону КПК. В ноябре 1949 года была основана Военно-морская академия.
Весной 1950 года НОАК осуществила морской десант на Хайнань. Готовился аналогичный десант на Тайвань, но из-за начавшейся войны в Корее этот план не был осуществлён.
Официально ВМФ НОАК появился в сентябре 1950 года, а в 1952 году в КНР появилась авиация ВМФ. В 1954 году для помощи ВМФ НОАК были направлены советские военные советники. При советском содействии, в 1954—1955 гг. ВМФ НОАК реорганизован, разделившись на три флота: флот Северного моря, флот Восточного моря и флот Южного моря. Китайский подводный флот официально создан 19 июня 1954 года, первыми подводными лодками в его составе стали переданные Советским Союзом подводные лодки типа «С» С-52 и С-53, а также С-24 и С-25.
Первоначально на китайских судостроительных предприятиях строились копии советских кораблей, однако потом появились и собственные модели. В 1950-е годы всерьёз обсуждался проект объединённого советско-китайского тихоокеанского флота.
В 1967 году ВМФ НОАК применён для подавления выступлений в Ухане. Также он не только избежал серьёзных потрясений во время «культурной революции», но и был значительно модернизирован в 1970-е годы: например, в его составе появились атомные подлодки, в том числе стратегические — Китай стал пятой страной в мире, обладающий этим классом кораблей.
С 1980-х годов значительно увеличилась зона действия ВМФ НОАК. Если раньше основной его задачей была оборона побережья, то к концу XX века он стал превращаться в океанский флот.
В 2002 году эскадра Военно-морских сил КНР совершила первое в истории ВМС Китая кругосветное плавание, проложив путь по морям Тихого, Индийского и Атлантического океанов.
В 2012 году в составе ВМФ НОАК появился первый авианосец («Ляонин», бывший советский «Варяг») — Китай стал десятой страной в мире, имеющей в составе вооружённых сил авианосец. В декабре 2015 года ВМС НОАК провели в Южно-Китайском море учения с участием «авианосной боевой группы» (при этом вошли в близкое соприкосновение с кораблями ВМС США, что едва не вызвало конфликт).
В феврале 2013 года заместитель начальника Генштаба НОАК Цзи Цзяньго отметил, что в настоящее время угроза безопасности Китая главным образом исходит с моря. Ранее политкомиссар Академии военных наук НОАК генерал Взнь Цунжень заявлял: «Китай должен прорвать блокаду со стороны международных сил против своей морской безопасности. Только когда прорвём её, сможем вести речь о подъёме Китая. Чтобы подъём был стремительным, Китай должен пройти через океаны и выйти из океанов в своем будущем развитии».
В 2017 году специалисты ВМС НОАК приступили к созданию новой межконтинентальной баллистической ракеты морского базирования «Чжунлан-3» (Julong-3, JL-3, «Большая волна-3»); её испытания прошли в конце 2018 и 2019 гг.. Она входит в состав вооружения модернизированных подводных лодок проекта 094A «Цзинь» и способна поражать цели в глубине территории США.
13 мая 2018 года в Даляне Китай начал ходовые испытания первого полностью построенного силами национальной промышленности авианосца проекта 001А. После принятия на вооружение он стал вторым кораблём такого класса в ВМС Китая.

## Организация

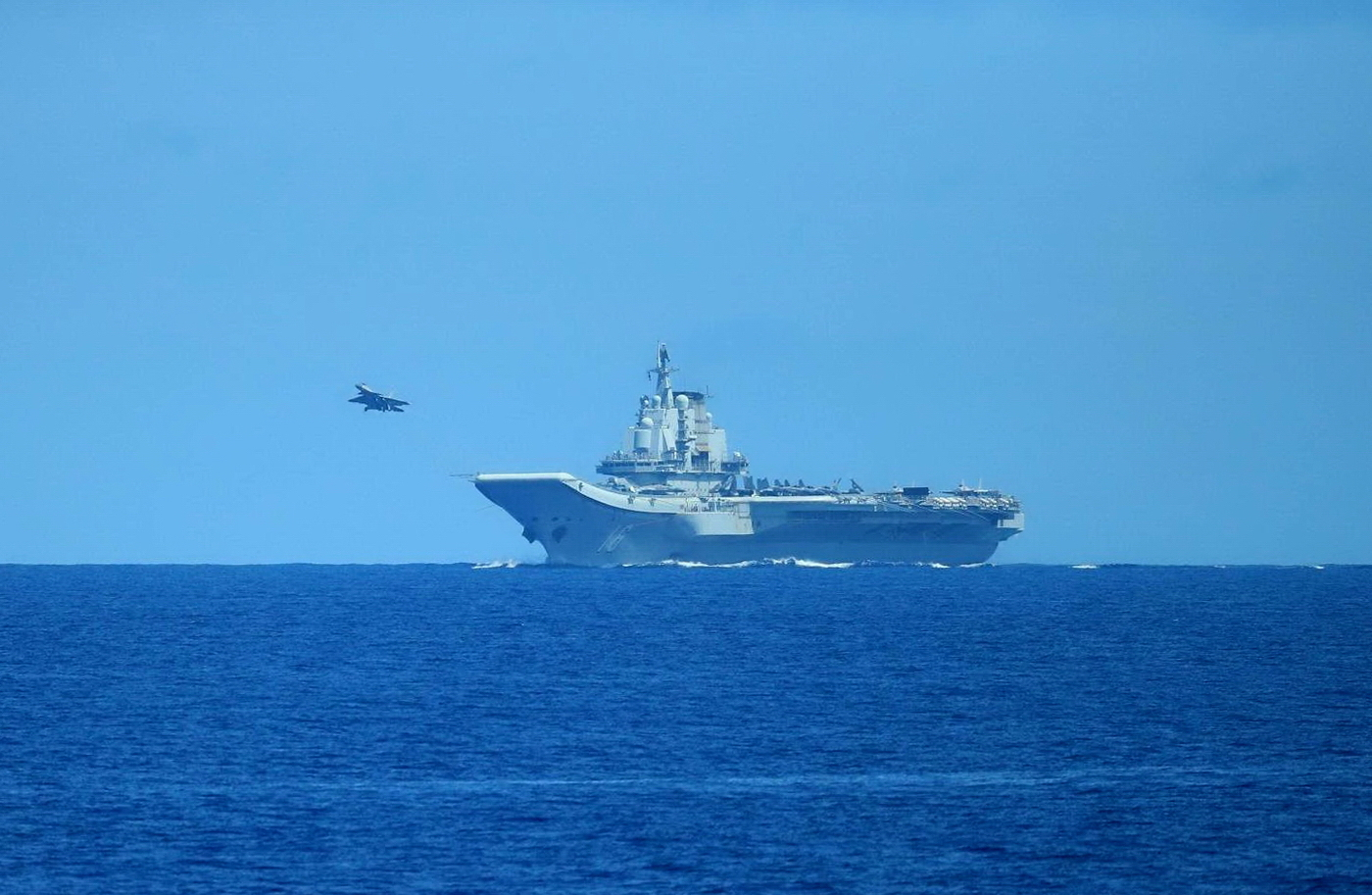
Военно-морская авиация в Филиппинском море, 2022 г.

Организационно, в состав военно-морского флота НОАК входят:
- Надводные силы
- Подводные силы
- Военно-морская авиация
- Силы береговой обороны
- Морская пехота

## Структура
Структура флотов ВМС КНР
| Северный флот | Восточный флот | Южный флот |
| --- | --- | --- |
| 1-я база АПЛ 2-я флотилия подводных лодок 12-я флотилия подводных лодок | 22-я флотилия подводных лодок 42-я флотилия подводных лодок | 2-я база АПЛ 32-я флотилия подводных лодок 72-я флотилия подводных лодок |

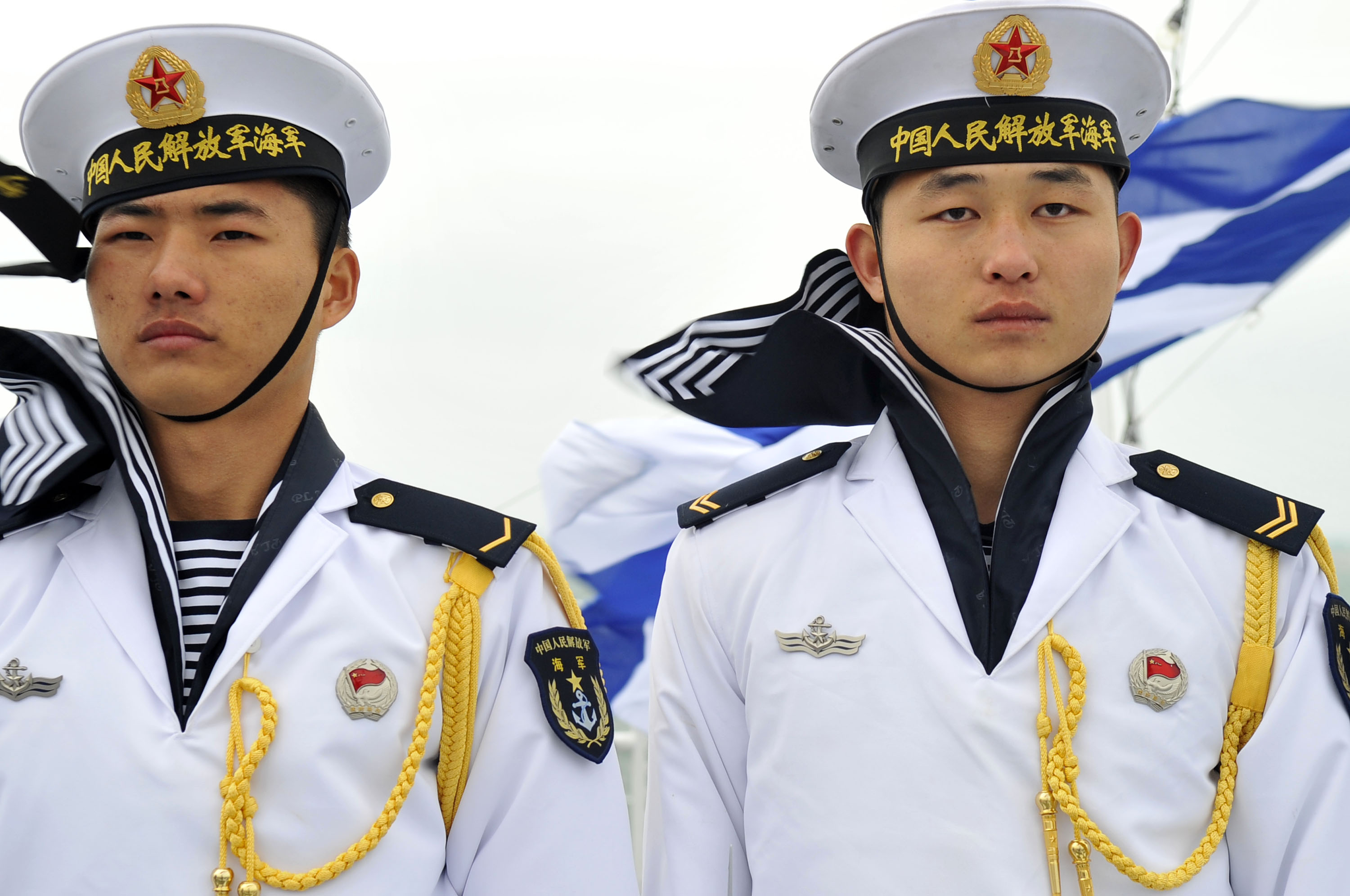
Моряки ВМC НОАК

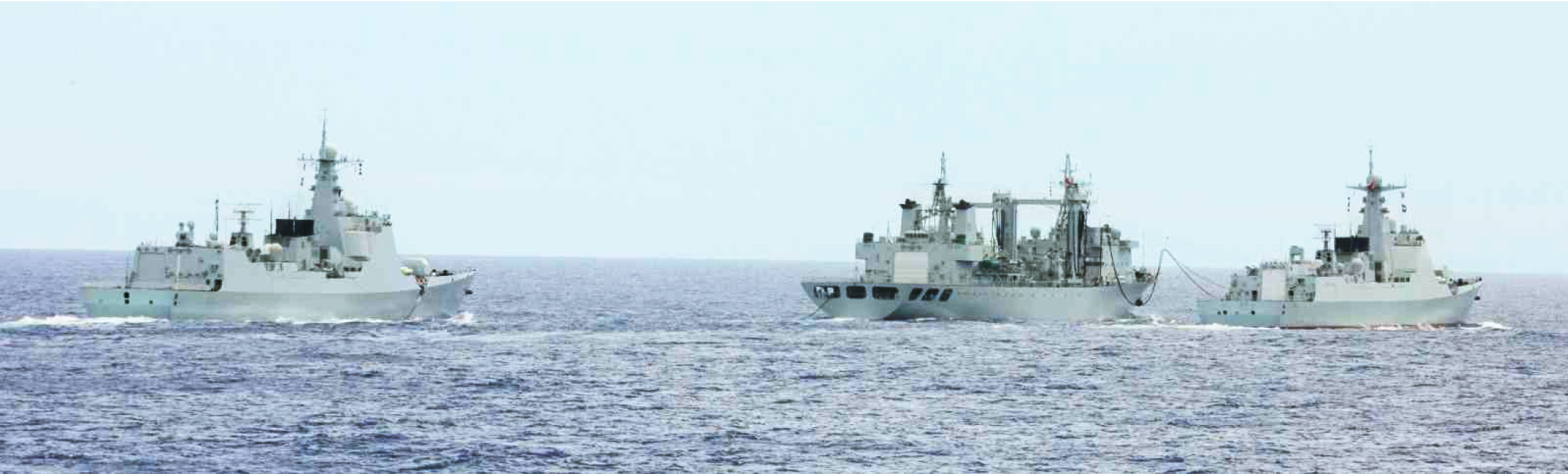
Дозаправка эсминца

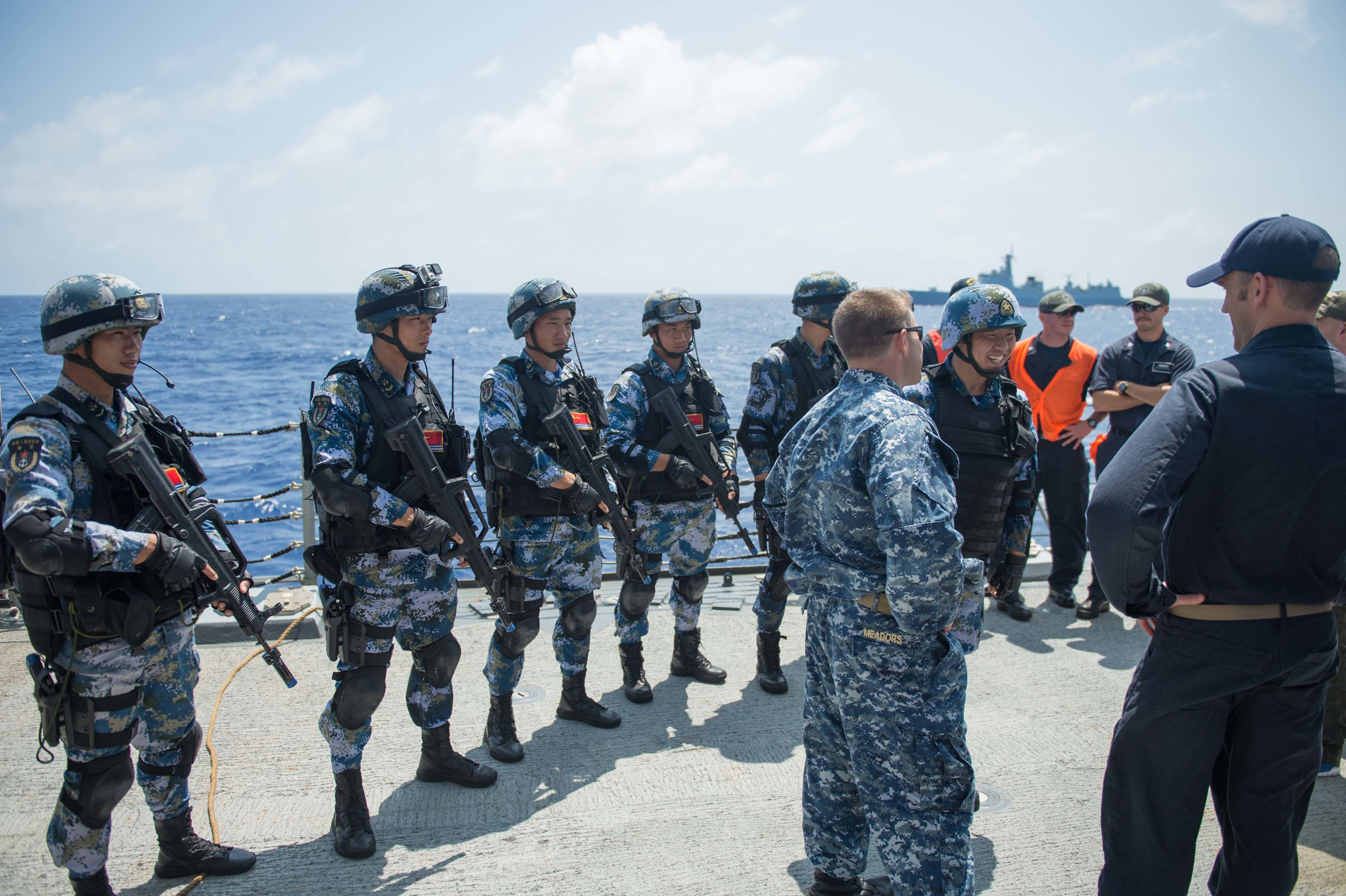
Морские пехотинцы ВМC НОАК

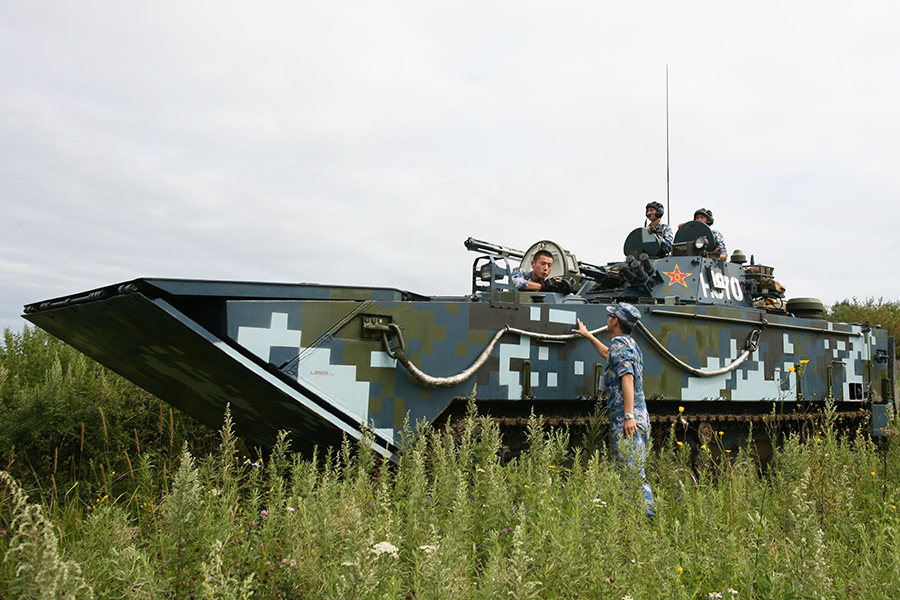
Амфибия ZBD-05 KМП НОАК

| 1-я флотилия эскадренных миноносцев 10-я флотилия эскадренных миноносцев 1-я флотилия быстроходных штурмовых судов 1-я эскадра десантных кораблей 1-я флотилия кораблей боевой поддержки | 3-я флотилия эскадренных миноносцев 6-я флотилия эскадренных миноносцев 1-я флотилия корветов 16-я флотилия быстроходных штурмовых судов 21-я флотилия быстроходных штурмовых судов 5-я флотилия десантных кораблей 2-я флотилия кораблей боевой поддержки | 2-я флотилия эскадренных миноносцев 9-я флотилия эскадренных миноносцев 11-я флотилия быстроходных штурмовых судов 26-я флотилия быстроходных штурмовых судов 6-я флотилия десантных кораблей 3-я флотилия кораблей боевой поддержки |
| 2-я морская авиационная дивизия 5-я морская авиационная дивизия 3-й отдельный авиационный полк 6-й отдельный авиационный полк Учебный полк Корабельное вертолётное крыло                 | 4-я морская авиационная дивизия 6-я морская авиационная дивизия 4-й отдельный авиационный полк | 8-я морская авиационная дивизия 9-я морская авиационная дивизия 7-й отдельный авиационный полк |
| 4-я радарная бригада 11-й ракетный полк береговой обороны 12-й ракетный полк береговой обороны 2-й полк ПВО Полк электронной борьбы                                                      | 2-я радарная бригада 13-й ракетный полк береговой обороны Полк электронной борьбы | 2-я бригада наблюдения 3-я радарная бригада 46-й ракетный батальон береговой обороны |
| Учебная база Флота Северного моря База поддержки Циндао База поддержки Люйшунькоу Морской гарнизон Вэйхай Морской гарнизон Далянь                                                        | База поддержки Чжоушань База поддержки Фуцзянь База поддержки Шанхай Морской гарнизон Xiamen | База поддержки Гуанчжоу База поддержки Yulin База поддержки Чжаньцзян Морской гарнизон Шаньтоу Морской гарнизон Beihai Морской гарнизон Сиша                                                                                         |
| | | 1-я бригада морской пехоты 164-я бригада морской пехоты |

## Вооружение
Список ракет для поражения надводных и наземных целей.
- JL-3 — межконтинентальная баллистическая ракета, предназначенная предположительно для ПЛАРБ проекта 096[24].
- JL-2 — межконтинентальная баллистическая ракета, находящаяся на вооружении ПЛАРБ проекта 094[24].
- YJ-17 — баллистическая ракета с гиперзвуковым планирующим блоком. Предназначена для размещения на кораблях[25].
- YJ-20 (неофициально YJ-21) — по разным данным, гиперзвуковая ракета воздушного или корабельного базирования. Ракета корабельного базирования запускается из вертикальных пусковых установок эсминцев типа 055 и, возможно, эсминцев типа 052D. По одной из версий, изделие представляет собой гиперзвуковую двухступенчатую баллистическую ракету, которая маневрирует в полёте. Ракета, возможно, предназначена для поражения кораблей и наземных целей. Менее вероятно, что данное изделие — это гиперзвуковая крылатая ракета, оснащённая ГПВРД, или новый тип зенитной управляемой ракеты[26][27].
- YJ-19 — гиперзвуковая противокорабельная крылатая ракета, получившая ГПВРД. Создана для кораблей.[25].
- YJ-15 — сверхзвуковая противокорабельная крылатая ракета. Носители неизвестны[25].
- YJ-12 — сверхзвуковая противокорабельная крылатая ракета с дальностью до 400 км. Устанавливается на бомбардировщики H-6K и JH-7B, модернизированные эсминцы проекта 956 (вместо «Москитов»)[28]. На параде в 2019 году продемонстрированы наземные установки с модификацией YJ-12B.
- Club — экспортная версия «Калибра» с искусственно ограниченной дальностью 220 км. Ею оснащаются купленные в России дизельные подлодки проекта 636М.
- YJ-18 — клон российского «Калибра»; дальность 537 км. Имеет дозвуковую скорость на марше, разгоняясь до сверхзвука при подлёте к цели. Загружается в пусковые ячейки эсминцев типов 055 и 052D, в торпедные аппараты атомных подводных лодок типа 093A и дизельных подлодок типа 039A/В «Юань»[28].
- CJ-10 (DH-10) и  CJ-20 (K/AKD-20) — семейство дозвуковых крылатых ракет дальностью 1500—2500 км, предназначенное для бомбардировщиков H-6K (K/AKD-20) и наземных установок (DH-10). Это дополнительная опция для эсминцев и подводных лодок.
- YJ-62 — дозвуковая крылатая ракета с дальностью 220 км, которая служит главным калибром для эсминцев 052C. Базируется и на побережье[28].
- AKF98A— дозвуковая малозаметная крылатая ракета, пополнившая боекомплект истребителей-бомбардировщиков и многофункциональных истребителей[29].
- YJ-83/KD-88 — семейство дозвуковых ракет дальностью 180 км. Является основным ударным вооружением для истребителей Су-30 и палубных J-15. Ракету YJ-83 несут фрегаты типа 054A, корветы типа 056 и ракетные катера типа 022[28].

Нижеперечисленные ракеты подтверждены только для Ракетных войск, но могут работать в интересах ВМС.
- Дунфэн-26 (DF-26[англ.]) — баллистическая ракета промежуточной дальности (4000 км), способная работать по кораблям.
- DF-21D — противокорабельная баллистическая ракета, похожая на американский «Першинг-2». Маневрирует после прохождения апогея. Предназначена для наземных установок[30].
- YJ-100 (CJ-100, DF-100)[31][32] — двухступенчатая сверхзвуковая крылатая ракета дальностью 2000 км. Первая ступень является ускорителем, якобы близким по диаметру к баллистической ракете DF-11 (0,8 м). Вторая ступень, подобно YJ-12, оснащена ПВРД[33]. Ракета предназначена для поражения крупных кораблей и важных наземных целей.

Зенитно-ракетные комплексы.
- HHQ-9. Копия или модификация российского С-300ПМУ-2 «Фаворит» (ракета 48Н6Е2). Дальность: 200—250 км. Заряжается в пусковые ячейки эсминцев типа 055, 052D и 052С[34].
- HHQ-16. Копия или модификация российского ЗРК «Штиль-1» («Бук-М2»). Дальность 40-70 км. Устанавливается на эсминцы проекта 956 и фрегаты типа 054A[35].
- DK-10A. Морская версия ракеты воздушного боя PL-12 дальностью 50 км с активной радиолокационной головкой самонаведения. Может пополнить боекомплект эсминцев[36].
- ЗУР FM-3000N разработана для УВПУ эсминцев. В каждый транспортно-пусковой контейнер шириной 0,85 м помещается 4 ракеты. Назначение: перехват противокорабельных ракет и других целей. Дальность поражения достигает 45 км. Головка самонаведения активная радиолокационная[37].
- HHQ-10. Имеет улучшенную версию ракеты TY-90 с инфракрасной ГСН. Аналогичен американскому RIM-116. Дальность до 9 км. Ставится на большинство надводных кораблей[38].

Разрабатывается ЗРК HQ-26 для кинетического перехвата баллистических ракет и низкоорбитальных спутников.

## Боевой состав
Источник: Chinese Naval Vessels // SinoDefence.com

### Подводный флот
Китайский подводный флот один из крупнейших в мире — в его составе около 60 дизельных и атомных подлодок. Китай соорудил дополнительные цеха в Хулудао, рассчитанные на одновременное строительство нескольких атомных подводных лодок. В 2021 году космические аппараты сфотографировали, как думают эксперты, начало серийного производства атомных субмарин нового проекта.
Китай заменяет сверхмалые подводные лодки на автономные необитаемые подводные аппараты, в числе которых есть аналог Orca длиной 16 метров и узкий торпедоподобный аппарат длиной 18 метров. Кроме того, на параде 2019 года был показан значительно более короткий HSU-001. Экспортный вариант китайского XLUUV CSSС-705 вооружён торпедными аппаратами, чего нет на Orca. Нет гарантий того, что вариант для китайского флота тоже получил торпеды. По некоторым данным, на вооружение ВМС НОАК приняты подводные транспортные стредства SDV-01, предназначенные для скрытой доставки 8 водолазов.
В начале 2020-х  Китай начал строительство атомных стратегических ракетоносецев нового поколения —  Type 096, достаточно малошумных. По прогнозам (КНР свои военные проекты традиционно не комментирует), новая субмарина должна поступить на вооружение к 2030 году.
| Тип                                                | Изображение        | Количество         | Примечания |                    |                    |
| Стратегические АПЛ                                 | Стратегические АПЛ | Стратегические АПЛ | Стратегические АПЛ | Стратегические АПЛ | Стратегические АПЛ |
| -------------------------------------------------- | ------------------ | ------------------ | --- | ------------------ | ------------------ |
| ПЛАРБ пр. 096 «Тэнг» (Type 096 submarine)          |                    | 0                  | 16—24 × БРПЛ JL-3. Проведена серия успешных испытаний межконтинентальной баллистической ракеты JL-3. Строительство начнётся в 2020-е годы или уже началось на новой верфи в Хулудао. |                    |                    |
| ПЛАРБ типа 094/094А (класс «Цзинь»)                |                    | 6                  | Стратегические ракетоносцы с 12 БРПЛ JL-2 или JL-3. 094A отличается от 094 улучшенным гидроакустическим оборудованием и другой электроникой. |                    |                    |
| Многоцелевые АПЛ                                   |                    |                    | |                    |                    |
| МПЛАТРК типа 093/093А/093B (класс «Шань»)          |                    | 6                  | Многоцелевые лодки. Строятся с 2001 года для замены ПЛА проекта 091 «Хань». Последние четыре ПЛА проекта оснащены ракетами YJ-18. Спущены на воду первые 2 атомные подводные лодки в модификации 093B. Их вступление в строй прогнозировалось в 2024 году. К началу 2025 года спущены на воду 4-6 ПЛА типа 093B. Аналитики допускают, что они получили отсек для установки вертикального пуска ракет и новый более тихий движитель. |                    |                    |
| ПЛА типа 091 (класс «Хань»)                        |                    | 0 (3)              | Строились с 1980 по 1991 гг.. Выведены в резерв. |                    |                    |
| Гибридные подводные лодки                          |                    |                    | |                    |                    |
| Подводные лодки типа 041 (класс «Чжоу»)            |                    | Нет данных         | Предположительно оснащены вспомогательной ядерной силовой установкой. Внешне отличаются от класса «Юань» удлинённым корпусом и х-образными хвостовыми рулями. |                    |                    |
| ДЭПЛ                                               |                    |                    | |                    |                    |
| ДЭПЛ типа 039А/039В/039С/039D (класс «Юань»)       |                    | 21                 | Строятся с 2004 года. Перевооружаются с ракет YJ-82 на новые YJ-18. Оснащены воздухонезависимой энергетической установкой. Как минимум одна из них создана в модификации 039С, которая имеет внешние отличия от предыдущих проектов, в том числе улучшенную форму паруса и хвостового оперения. Эксперты не исключают появления на этих подлодках (039С) литиевых батарей и буксируемой ГАС.                                        |                    |                    |
| ДЭПЛ типа 039 (класс «Сун»)                        |                    | 12                 | (c ПКРК «YJ-82»), строились в 1994—2006 гг. для замены ДЭПЛ проекта 633. |                    |                    |
| ДЭПЛ пр. 636                                       |                    | 10                 | Первые 2-е в 1992—1998 гг., последующие 8 c ПКРК «Club» построены в 2004—2006 гг. |                    |                    |
| ДЭПЛ типа 032 (класс «Цин»)                        |                    | 1                  | Опытовая ДЭПЛ. |                    |                    |
| Подводные лодки типа 035 (класс «Мин»)             |                    | 3                  | Разработаны на базе корпуса ДЭПЛ проекта 633. Выводятся из состава в резерв и передаются в другие страны. |                    |                    |
| Сверхбольшие АНПА (XLUUV)                          |                    |                    | |                    |                    |
| XLUUV неизвестного типа                            |                    | Нет данных         | Сфотографирован спутником ДЗЗ на одной из китайских верфей. Оценочная длина беспилотной подводной лодки достигает 45 метров. Выполнена по беспарусной конструкции с X-образными хвостовыми рулями. Вооружена 4-мя торпедными аппаратами. |                    |                    |
| XLUUV неизвестного типа (возможно вариант UUV-300) |                    | Нет данных         | Был замечен во время перевозки по китайским дорогам. Длина около 11,5 метров. Предположительно несёт торпеды или ракеты. Движитель водомётный. |                    |                    |
| XLUUV неизвестного типа                            |                    | Нет данных         | Замечен на репетиции военного парада в Пекине. Примерно такой же длины, как AJX002, но шире. Тоже с водомётным движителем. |                    |                    |
| XLUUV неизвестного типа (возможно AJX002)          |                    | Нет данных         | Сфотографирован спутником ДЗЗ на военно-морской базе Китая. Длина около 18 метров. Похож на гигантскую торпеду, такую как «Посейдон». |                    |                    |
| XLUUV неизвестного типа                            |                    | Нет данных         | Сфотографирован спутником ДЗЗ на военно-морской базе Китая. Длина около 16 метров. Получил два винта. |                    |                    |

### Авианосцы
| Тип                             | Изображение | Название                 | Примечания |
| ------------------------------- | ----------- | ------------------------ | --- |
| Авианосцы проекта 003           |             | «Фуцзянь»                | Первый и пока единственный корабль построен в Шанхае. Из-за неядерной ЭУ и схожих размеров сравнивается с американским «Китти-Хоком». Оборудован тремя электромагнитными катапультами и двумя лифтами (по 2 самолёта) с правого борта. На бетонную имитацию авианосца в Ухане поставлены макеты самолёта ДРЛОиУ KJ-600, истребителя J-15B, истребителя-невидимки J-35 (на базе FC-31) и вертолёта семейства Z-18.                                                                                  |
| Авианосцы проекта 001/001А(002) |             | «Шаньдун» (пр. 001А/002) | Базируется в Санье (на Хайнане), рядом со стратегическими ПЛАРБ пр. 094, развёртывание которых он должен прикрыть с воздуха. На расположенном поблизости аэродроме Линшуй находятся самолёты ДРЛОУ KJ-500, необходимые для боевой эффективности палубных истребителей J-15; J-15 могут наносить удары ракетами YJ-83, KD-88 и YJ-91. Два сопоставимых с Линшуем оперативных аэродрома созданы на архипелаге Спратли. Палубные J-15 рассчитывают на поддержку истребителей c Парасельских островов. |
| Авианосцы проекта 001/001А(002) |             | «Ляонин» (пр. 001)       | Водоизмещение 59 500 т., достроенный советский авианесущий крейсер "Варяг". Приписан к главной базе Северного флота в Циндао. |

### Десантные корабли и катера
| Тип                             | Изображение | Количество | Примечания |
| ------------------------------- | ----------- | ---------- | --- |
| УДК типа 076 (класс «Юйлань»)   |             | 0          | Строятся в Шанхае. Являются первыми в мире десантными кораблями с электромагнитными катапультами. По предварительным оценкам экспертов, каждый корабль получит: доковую камеру, два бортовых самолётоподъёмника и одну катапульту большей длины, чем у авианосца «Фуцзянь». Рядом со строящимся головным кораблём сфотографированы макеты БПЛА GJ-11, беспилотного вертолёта и нескольких моделей пилотируемых вертолётов. Эксперты CSIS предполагают, что корабли типа 076 смогут запускать пилотируемые самолёты. Новые корабли по своему водоизмещению (до 50 000 тонн) будут близки или превзойдут УДК «Америка». |
| УДК типа 075 (класс «Юйшэнь»)   |             | 4          | Спущены на воду первые 4 корабля серии. Всего спланировано построить 8 единиц. Вертолётоносцы со сплошной полётной палубой. Занимают промежуточное положение между УДК «Мистраль» и УДК «Америка». |
| УДК типа 071 (класс «Юйчжао»)   |             | 8          | Строились с 2006 г. Полезная нагрузка: 800 морпехов, около 20 танков или БМП, четыре десантных катера на воздушной подушке (тип 726A) в доке, четыре транспортных вертолёта Z-8 в ангаре. Вместо десантных катеров может размещаться дополнительная бронетехника. |
| ТДК типа 072 (класс «Юйтин»)    |             | 25         | Вмещают до 10 танков. Располагают малыми десантными катерами. |
| СДК типа 073 (класс «Юйден»)    |             | 11         | |
| МДК «Зубр»/ МДК типа 728        |             | 6          | Самый большой в мире военный корабль на воздушной подушке. В Китае возобновилось серийное производство этих кораблей по немного изменённому проекту, который получил местное обозначение тип 728. |
| МДК типа 726A                   |             | 40+        | Десантные корабли на воздушной подушке, размещаемые в доковых камерах десантных кораблей типа 071 и 075. |
| МДК типа 074 (класс «Юйхай»)    |             | 11         | |
| МДК типа 067A (класс «Юньнань») |             | 25         | |

### Эскадренные миноносцы УРО
| Тип                                              | Изображение | Количество | Примечания |
| ------------------------------------------------ | ----------- | ---------- | --- |
| Эскадренные миноносцы типа 055 (класс Renhai)    |             | 8          | Строятся с конца 2014 г. Спущены на воду первые 10 кораблей серии. Обозначение НАТО: крейсера класса Renhai. Полное водоизмещение корабля составляет 12.3 тыс. тонн. По этому показателю проект 055 является крупнейшим кораблём такого класса в ВМС НОАК и вторым в мире после американского эсминца «Замволт» («Zumwalt») (более 14 тыс. тонн). Длина эсминца составляет 183 метра, ширина- 22 метра. Максимальная скорость хода-32 узла, а дальность плавания-7 тыс. морских миль. Экипаж корабля составляет 310 человек. Основное вооружение эсминца будет включать в себя два блока по 64 и 48 установки вертикального пуска суммарной ёмкостью 112 ракет. |
| Эсминцы типа 052D                                |             | 28         | 25 + 3 в модификации 052DM. Строятся с 2012 г. Спущены на воду 32 корабля. Начиная с 14 вымпела корабли получают удлинённую корму для новых вертолётов Z-20F (клоны «Си Хока»). |
| Эсминцы типа 052С                                |             | 6          | Построены в 2002—2013 гг. |
| Эскадренные миноносцы типа 052                   |             | 2          | Строились в 1986—1996 гг. |
| Эсминцы типа «Современный»: пр. 956Э и пр. 956ЭМ |             | 4          | 2 достроены из задела 1988 года, ещё 2 строились в 2002—2006 гг. После модернизации несут по три противолодочных вертолёта, ракеты YJ-12 и HQ-16. |
| Эскадренные миноносцы типа 051С                  |             | 2          | Строились в 2004—2007 гг. |
| Эсминцы типа 051В                                |             | 1          | В строю с 1999 г. |

### Фрегаты УРО
| Тип                                 | Изображение | Количество | Примечания |
| ----------------------------------- | ----------- | ---------- | --- |
| Фрегаты типа 054B                   |             | 2          | Строятся в Шанхае и в Гуанчжоу. Корабли водоизмещением около 5000 тонн. На памятной монете изображён фрегат с двумя мачтами. Он, скорее всего, получит новую двухстороннюю вращающуюся РЛС с АФАР, носовую артиллерийскую установку, одиннадцатиствольный ЗАК и и вертикальную пусковую установку ракет. |
| Фрегаты типа 054 /054А              |             | 42         | 2 054 + 40 054A. Строятся с 2002 года. По ходу строительства были модернизированы, получив противолодочные ракеты Yu-8 и гидролокаторы переменной глубины. |
| Фрегаты типа «Цзянвей-2», пр. 053H3 |             | 8          | Построены в 1998—2005 гг. |

### Корветы УРО
| Тип               | Изображение | Количество | Примечания |
| ----------------- | ----------- | ---------- | --- |
| Корветы типа 056А |             | 50         | Строились с 2012 года. Из введённых в строй 72 кораблей во флоте остались корветы противолодочной модификации 056A. По сути 056A — это малый противолодочный корабль, способный при необходимости отработать по надводным целям противника. Дешёвый, массовый, с серьёзным противолодочным оснащением, включая гидролокатор переменной глубины и дальнобойные противолодочные ракеты. Серия завершена, по крайней мере для ВМС Китая. |

### Прочее
| Тип                                                             | Изображение     | Количество      | Примечания |                 |                 |
| Ракетные катера                                                 | Ракетные катера | Ракетные катера | Ракетные катера | Ракетные катера | Ракетные катера |
| --------------------------------------------------------------- | --------------- | --------------- | --- | --------------- | --------------- |
| Ракетные катера проекта 022                                     |                 | ~60             | Судно заменяет старые катера типа 021 (класса Хуанфэн), строятся с 2004 года. |                 |                 |
| Ракетные катера типа «Хоуцзянь», пр. 037/2G                     |                 | 4               | |                 |                 |
| Ракетные катера типа «Хоусинь», пр. 037/1G                      |                 | 18              | Построены в 1991—1997 гг. |                 |                 |
| Патрульные катера                                               |                 |                 | |                 |                 |
| типа «Хайцзюй», пр. 037/1S                                      |                 | Нет данных      | |                 |                 |
| типа «Шанхай-3», пр. 062/1                                      |                 | 10              | |                 |                 |
| Минно-тральные корабли                                          |                 |                 | |                 |                 |
| МТЩ типа 081/081А (класс «Вочи»)                                |                 | 14              | |                 |                 |
| МТЩ и РТЩ типа 082/082II (класс «Восао»)                        |                 | 26              | |                 |                 |
| ТЩ типа 529 (класс «Вонан»),                                    |                 | 30+             | Малые дистанционно управляемые тральщики. |                 |                 |
| Корабли-разведчики                                              |                 |                 | |                 |                 |
| Корабли типа 815 / 815А                                         |                 | 9               | Ведут радиоэлектронную разведку. |                 |                 |
| Корабли типа 927                                                |                 | 6               | Следят за подводными лодками. Катамараны (на фото один загораживает госпитальное судно). Аналогичны американским кораблям с SURTASS. Серийное производство продолжается.                 |                 |                 |
| Корабли неизвестного типа                                       |                 | Нет данных      | Беспилотные тримараны, похожие на американские Sea Hunter и выполняющие те же функции. Водоизмещение составляет 200 тонн. Максимальная скорость превышает 20 узлов.                      |                 |                 |
| Корабли обеспечения                                             |                 |                 | |                 |                 |
| Мобильные полупогружные транспортные платформы типа «Дунхайдао» |                 | Не менее 2      | Подтверждены «Иньмаху» и «Дунхайдао» в составе отрядов кораблей боевого обеспечения. Они приспособлены для транспортировки МДК «Зубр», буксиров и других судов.                          |                 |                 |
| Корабли комплексного снабжения типа 901                         |                 | 2               | Строятся с 2015 года (или раньше). Корабли водоизмещением 48 000 тонн созданы для обеспечения авианосных групп. Рассчитаны на 25000 тонн полезной нагрузки. Развивают скорость 25 узлов. |                 |                 |
| Корабли комплексного снабжения типа 903/903A                    |                 | 9               | Построены в 2003—2015 гг. Берут 11400 тонн полезной нагрузки. Максимальная скорость: 19 узлов.                                                                                           |                 |                 |
| Корабли поддержки типа 90A/904B                                 |                 | 3               | Лишены оборудования для дозаправки кораблей топливом. Перевозят свыше 10000 тонн полезной нагрузки на скорости до 22 узлов .                                                             |                 |                 |
| Корабли снабжения и спасения подводных лодок типа 926           |                 | 4               | Оснащены глубоководными батискафами (на фото). |                 |                 |
| Корабли снабжения и спасения подводных лодок типа 925           |                 | 3               | |                 |                 |
| Госпитальные суда типа 920                                      |                 | 3               | 300 койко-мест, 8 одновременных операций. |                 |                 |
| Госпитальные суда типа 919                                      |                 | 2               | 100 с лишним койко-мест, 3 одновременные операции. Оснащены современным диагностическим оборудованием.                                                                                   |                 |                 |
| Санитарные суда класса «Анькан»                                 |                 | 5               | |                 |                 |

## Состав авиационных сил

### Самолёты
| Тип                              | Изображение         | Разработчик         | Количество          | Примечания |                     |
| Самолёты-разведчики              | Самолёты-разведчики | Самолёты-разведчики | Самолёты-разведчики | Самолёты-разведчики | Самолёты-разведчики |
| -------------------------------- | ------------------- | ------------------- | ------------------- | --- | ------------------- |
| KJ-700H                          |                     | Китай               | Нет данных          | Состоит на вооружении ВМС НОАК. Многоцелевой самолёт, сочетающий функцию ДРЛОиУ с разведкой морских и наземных целей. В «грибе» находятся антенна спутниковой связи и РЛС, состоящая из двух АФАР, работающих в разных диапазонах. Носовую РЛС сдвинули под фюзеляж. На её место установили поворотный комплекс с лазерным дальномером, инфракрасным датчиком и оптической камерой с большой апертурой. Увеличились обтекатели боковых антенн радиоэлектронной разведки, за которыми вероятно скрываются новые АФАР. Неизвестные антенны есть на законцовках крыльев и внутри хвостового обтекателя. |                     |
| KJ-600                           |                     | Китай               | Нет данных          | Палубный самолёт ДРЛОиУ. Предположительно оборудован РЛС с АФАР KLC-7 на вращающейся «тарелке» и дополнительной РЛС в задней части самолёта. Получил двигатели WJ-6C с перспективой замены на AEP500. Совершил первый полёт 29 августа 2020 года |                     |
| KJ-500H                          |                     | Китай               | 25                  | Самолёт ДРЛОиУ с тремя АФАР на неподвижном «грибе». Имеет дополнительную РЛС под носовым обтекателем, антенны радиоэлектронной разведки по бортам и антенну спутниковой связи. Отслеживает 60—100 целей в радиусе 470 км. Состоит на вооружении нескольких дивизий морской авиации, развёрнутых на Хайнане (Линшуй), островах Спратли (Файери Кросс), в провинции Хунань (Юнчжоу), в Шанхае и в провинции Шаньдун (Яньтай). Учебная база этого и других самолётов находится в провинции Хэбэй (Циньхуандао).                                                                                         |                     |
| KJ-200                           |                     | Китай               | 6                   | Самолёт ДРЛОиУ. Оснащён РЛС JY-06 и дополнительными антеннами. Дислоцируется в Яньтае. |                     |
| Y-8J                             |                     | Китай               | 4                   | Самолёт ДРЛОиУ. |                     |
| Y-9JZ (GX8)                      |                     | Китай               | 10                  | Самолёт радиоэлектронной разведки. Базируется на островах Спратли и Хайнань, в провинциях Хунань (Юнчжоу) и Ляонин (Далянь). |                     |
| Y-8JB (GX-2)                     |                     | Китай               | 4                   | Самолёт радиоэлектронной разведки. |                     |
| WZ-7 (EA-03 )                    |                     | Китай               | Нет данных          | Стратегический разведывательный БПЛА. Развернут на Хайнане (Линшуй). |                     |
| CH-5                             |                     | Китай               | 0                   | Проходит лётные испытания морская патрульная версия беспилотника. Из-за менее мощного двигателя уступает по большинству лётно-технических характеристик, кроме продолжительности полёта, своему американскому конкуренту MQ-9B SeaGuardian. Полезная нагрузка — до 1 тонны. Продолжительность автономного полёта — 60 часов. Дальность — 10 000 км. Практический потолок — 9 км. На фотографиях заметны подфюзеляжная РЛС и электронно-оптический прицельный комплекс. |                     |
| BZK-005                          |                     | Китай               | 21                  | Средневысотный разведывательный БПЛА. Базируется в Тайчжоу и на Хайнане (Линшуй). |                     |
| CSC-005 (?)                      |                     | Китай               | Нет данных          | Разведывательный БПЛА корабельного базирования. |                     |
| JOUAV (SW-20?)                   |                     | Китай               | Нет данных          | Разведывательный БПЛА корабельного базирования. |                     |
| Самолёты радиоэлектронной борьбы |                     |                     |                     | |                     |
| J-15D                            |                     | Китай               | 6                   | На фото в центре. Палубный самолёт РЭБ, созданный на базе истребителя J-15. |                     |
| Противолодочные самолёты         |                     |                     |                     | |                     |
| KQ-200 (Y-8Q)                    |                     | Китай               | 25+                 | На фото отличим по магнитомеру в хвостовой части фюзеляжа. Это новый самолёт, находящийся в серийном производстве. Размещается на аэродромах Хайнаня (Линшуй, Цюнхай), в Шанхае и Даляне. |                     |
| Истребители                      |                     |                     |                     | |                     |
| J-35                             |                     | Китай               | Нет данных          | Палубный истребитель, разработанный на базе демонстратора FC-31. Новый самолёт существенно переделан и внешне отличается от FC-31. Первый полет состоялся в 2021 году. |                     |
| J-15                             |                     | Китай               | ~95                 | 66 J-15, не менее 14 J-15T, около 15 J-15S Изначально скопирован с Су-33, затем модернизирован Китаем для применения ракет PL-12 класса воздух-воздух и противокорабельных ракет YJ-83, позднее вновь улучшен до варианта J-15T. |                     |
| J-11B/BS                         |                     |                     | ~50                 | |                     |
| Учебные самолёты                 |                     |                     |                     | |                     |
| JL-10                            |                     | Россия Китай        | 12                  | Учебно-боевой самолёт. Может использоваться в качестве штурмовика. |                     |
| JL-9                             |                     | Китай               | 40                  | Учебно-боевой самолёт. |                     |
| Hongdu JL-8                      |                     | Китай Пакистан      | 16                  | Учебно-боевой самолёт. |                     |
| Nanchang CJ-6                    |                     | Китай               | 38                  | Учебно-тренировочный самолёт. |                     |
| Транспортные самолёты            |                     |                     |                     | |                     |
| Y-8                              |                     | Китай               | 6                   | Средний транспортный самолёт. |                     |
| Y-7                              |                     | Китай               | 8                   | Лёгкий транспортный самолёт |                     |
| Y-5                              |                     | Китай               | 20                  | Лёгкий транспортный самолёт. |                     |

### Вертолёты
| Тип                        | Изображение          | Разработчик          | Количество           | Примечания |                      |
| Вертолёты-разведчики       | Вертолёты-разведчики | Вертолёты-разведчики | Вертолёты-разведчики | Вертолёты-разведчики | Вертолёты-разведчики |
| -------------------------- | -------------------- | -------------------- | -------------------- | --- | -------------------- |
| Z-18YJ                     |                      | Китай                | 4+                   | Вертолёт радиолокационного дозора и управления, базирующийся на авианосцах. Военная производная от гражданского вертолёта Avicopter AC313. Оборудован вращающейся РЛС, дальность обнаружения которой достигает 200 км. Улучшенная модификация этого вертолёта получила новые двигатели WZ-6C. |                      |
| Ка-31                      |                      | СССР                 | 9                    | Вертолёт радиолокационного дозора и управления, устанавливаемый на флагманы корабельных групп, например на эсминцы. Имеет вращающуюся РЛС Е-801М, обнаруживающую самолёты на дистанции 150 км и корабли на расстоянии 200 км. Сопровождает до 40 целей.                                       |                      |
| AR-500CJ                   |                      | Китай                | Нет данных           | Разведывательный беспилотный вертолёт корабельного базирования. Создан на основе AR-500C. Макет предположительно этого вертолёта замечен на палубе универсального десантного корабля типа 075. Проходит лётные испытания.                                                                     |                      |
| Противолодочные вертолёты. |                      |                      |                      | |                      |
| Z-18F                      |                      | Китай                | 10                   | Тяжёлый противолодочный вертолёт, размещаемый на авианосцах. |                      |
| Z-20F                      |                      | Китай                | Нет данных           | Средний противолодочный вертолёт. |                      |
| Ка-28                      |                      | Россия               | 14                   | Средний противолодочный вертолёт. |                      |
| Z-9C и Z-9D                |                      | Китай                | Не менее 25          | 14 Z-9C и 11 Z-9D (точные данные по корпусу морской пехоты отсутствуют). Лёгкие противолодочные вертолёты. |                      |
| Прочие вертолёты           |                      |                      |                      | |                      |
| Z-8                        |                      | Китай                | ~56                  | 9 Z-8, 13 Z-8J, 4 Z-8JH, 2 Z-8S, 28 Z-8C. Транспортные, медицинские и поисково-спасательные вертолёты. |                      |
| Ми-8                       |                      | Россия               | 8                    | Транспортный вертолёт. |                      |
| Z-20J                      |                      | Китай                | Нет данных           | Многоцелевой вертолёт. Корпус морской пехоты. |                      |
| Ка-27ПС                    |                      | Россия               | 3                    | Поисково-спасательный вертолёт |                      |
| Z-9S                       |                      | Китай                | Нет данных           | Поисково-спасательный вертолёт |                      |

### Птицеподобные орнитоптеры
Морская пехота Китая вооружилась беспилотными беспропеллерными орнитоптерами, имитирующими воробьёв, орлов и других пернатых. Малые орнитоптеры имеют продолжительность полёта в несколько минут и предназначены для разведки. Большие орнитоптеры, мимикрирующие под хищных птиц, могут летать десятки минут и наносить удары по целям. Птицеподобные орнитоптеры имеются в распоряжении не только армии, но и народной вооружённой полиции Китая.

## Заморские военные базы

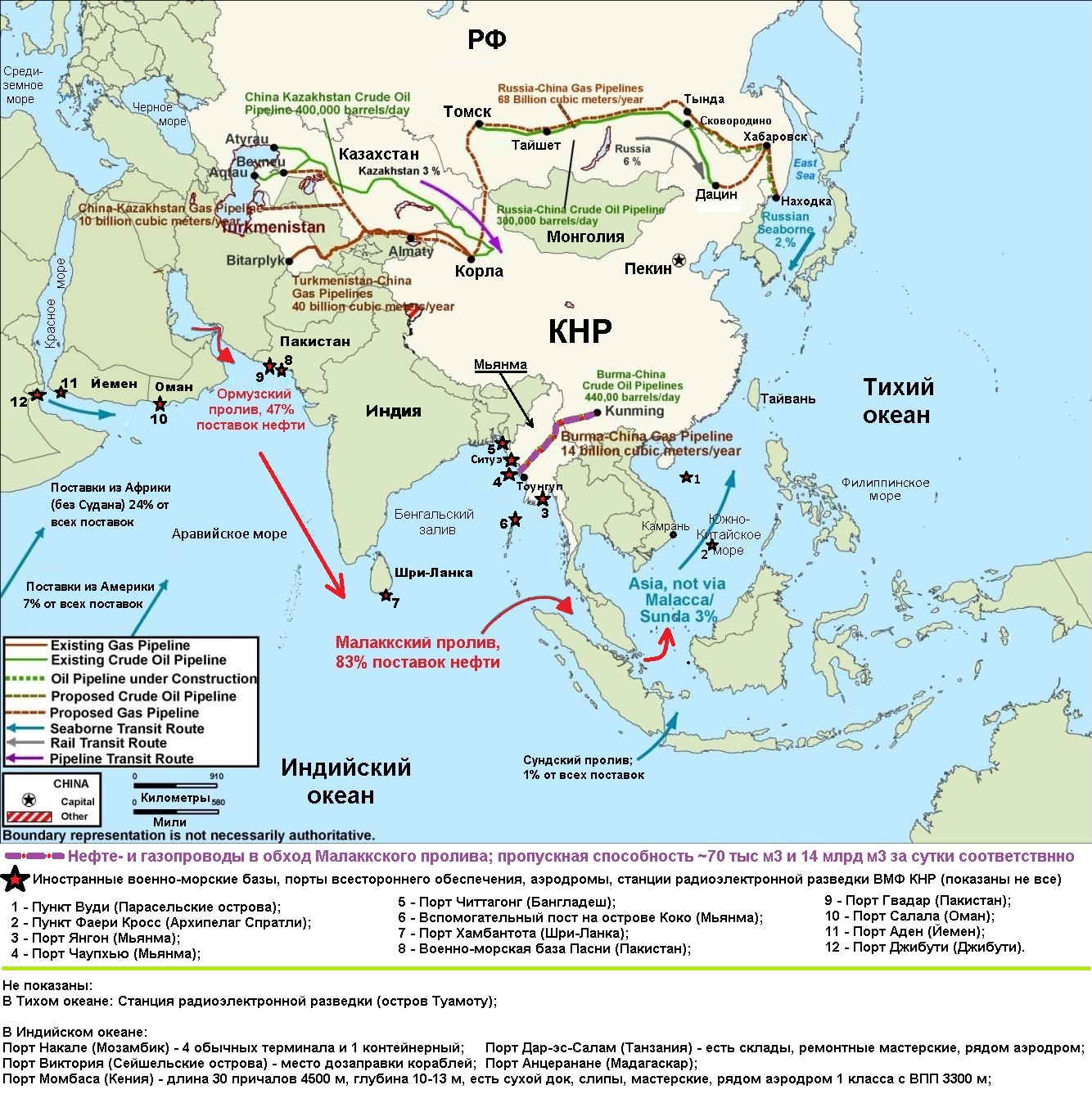
Размещение иностранных военно-морских баз, аэродромов, пунктов снабжения, разведки и др. ВМФ Китая

Базы на островах Спратли

Для народного хозяйств КНР большое значение имеет бесперебойное снабжение газом и нефтью. Так, к 2005 году доля нефти, добываемая на своей территории, покрывала менее половины потребности в ней; в стране практически отсутствовали стратегические запасы нефти; а большая часть импорта из Ближнего Востока происходит по морю, через Индийский океан и Малаккский пролив (ширина всего 40 км), а затем мимо Камрани (Вьетнам).
В этих условиях любое обострение отношений с, например, США, и нарушение поставок нефти, может иметь очень серьёзные последствия — доля импортируемой нефти растёт, и в 2016 году достигла 2/3 от потребляемой. Сложившиеся условия заставляют (пока) не ограничиваться защитной прибрежных районов от нападения с моря.
С целью обеспечения бесперебойных поставок нефти, КНР активно наращивает мощь ВМС, и пункты обеспечения их деятельности в Тихом и Индийском океанах. Для этого КНР заключает договора с разными странами в этих регионах, и захватывает спорные территории. Если в 1976 году военное судно КНР впервые в истории ВМФ НОАК вышло из прибрежных морей в центральную часть Тихого океана, то в 2008 году корабли уже постоянно патрулировали разные участки Индийского и Тихого океанов. Для обеспечения их присутствия в Мировом океане были созданы (или арендованы) военно-морские базы, пункты всестороннего снабжения, радиоэлектронной разведки и навигационного обеспечения:
В Тихом океане:
- Пункт Вуди (Woody Island, Парасельские отрова). Продолжаются работы по оборудованию причалов, способных принимать крупные надводные корабли и подводные лодки. Есть аэродром с взлётно-посадочной полосой 2350 м. Предполагают, что на острове могут быть размещены зенитные ракетные комплексы HQ-9 с дальностью 200 км, способный перехватывать баллистические ракеты. Имеются причалы для гидросамолётов; за счёт намывания грунта ведётся подготовка к увеличению длины ВПП так, чтобы принимать самолёты всех типов.
- Пункт Фаери Кросс входит в состав архипелага Спратли. Состоит из ряда рифов, расстояние между которыми доходит до 300 км. Основным объектом является атолл Файери Кросс (искусственно созданный). На нём находится аэродром (ВПП 3000 м), параллельная рулёжная дорожка, причалы для приёма крупных надводных кораблей (включая нефтеналивные), метеостанция, склады ГСМ и боеприпасов. На других атоллах (рифы: Джонсона, Куатерон, Гейвен, Суби, Мисчиф) находятся посты наблюдения, средства ПВО, 3 аэродрома, посты раннего предупреждения, передовой обороны и др. В мае 2018 года на трёх спорных островах были размещены ракеты большой дальности, способные уничтожать корабли на расстоянии до 545 км (YJ-12B) и воздушные цели на расстоянии до 300 км (HQ-9B)[119].
- Реам — совместная китайско-камбоджийская военно-морская база на юге Камбоджи. На территории базы есть аэродром. Находится рядом с южным маршрутом «Одного пояса и одного пути», который строится из Китая в Сингапур через дружественный Китаю Лаос и Таиланд[12].

В Индийском океане:
— Северная часть океана.
- Порт Чаупхью (остров Рамри, Мьянма) — конечный пункт нефтепроводов и газопроводов, проведённых из КНР с целью разгрузить морской путь перевозок и избежать прохода уязвимых танкеров через Молуккский пролив. Планируется строительство железной дороги до провинции Юньнань (КНР). Обеспечивает корабли ВМС НОАК водой, продовольствием, топливом.
- Порт Читтагонг (Бангладеш) — предназначен для размещения боевых и торговых кораблей, обеспечивает контейнерные перевозки.
- Порт Хамбантота (Шри-Ланка) — контейнерный порт, обеспечивает корабли, несущие дежурство в Индийском океане.
- Порт Янгон (Мьянма) — крупный транспортный узел, используется для дозаправки кораблей.

Разрабатываются планы по его использованию для выхода в Индийский океан из юго-западной провинции КНР Юньнань.
- Порт Гвадар[120] (Пакистан) — военно-морская база с 12 причалами и оборудованием для навигационного обеспечения подводных лодок; соединён с военно-морской базой Пасни автодорогой, которая может использоваться для взлёта и посадки самолётов. Сухопутным путём Гвадар соединён с Синьцзян-Уйгурским автономным районом. По договорённости с правительством Пакистана, в Гвадере также размещена китайская станция радиоперехвата. В развитие порта КНР вложила свыше 2.6 млрд долларов.
- Вспомогательный пост на острове Коко (Мьянма) — центр радиолокационного наблюдения за прохождением судов и навигационная станция для подводных лодок. Используется для связи, радиоэлектронной разведки и РЭБ.

— Западная часть океана
- Порт Салала (Оман) — пять причалов длиной от 300 до 1200 м, глубина в порту 18 м. Используется для дозаправки кораблей ВМС НОАК.
- Порт Аден (Йемен) — 16 причалов, есть плавучие доки и слипы для ремонта кораблей типа эсминец.
- Порт Джибути (Джибути) — обеспечивает базирование кораблей вплоть до крейсеров. Длина причалов 3800 м, глубина 12 м. КНР заключила договор о строительстве военно-морской базы, договор о свободной торговой зоне и о праве работать в стране китайским банкам. На 2017 год использовался для снабжения судов водой, топливом и продовольствием[121].
- Порт Дар-эс-Салам (Танзания) — общая длина причалов 3800 м, глубина 12 м, есть склады и нефтехранилища. В 12 км есть аэродром с двумя ВПП.
- Порт Момбаса (Кения) длина причалов 4500 м, глубина до 13 м. Есть склады, два нефтехранилища, сухой док, слипы, рядом аэродром 1 класса с ВПП 3300 м.

— Южная часть океана
- Порт Виктория (Сейшельские Острова) — используется для снабжения китайских судов топливом.
- Порт Анциранана (Мадагаскар) — используется для дозаправки.
- Используется ряд других меньших пунктов всестороннего обеспечения. Правительство КНР изучает обстановку и пытается заключать двусторонние договора для использования иностранных портов для обеспечения присутствия своих ВМС в районах Мирового океана, сильно удалённых от материкового Китая[122].

Однако из-за значительных качественного и количественного отличия состава ВМС КНР и США, перспективы гарантированного безопасного подвоза нефти морским путём в ближайшее время не предвидится. Проблема могла бы быть решена при установлении полного контроля над такими нефтеносными районами, поставки из которых трудноуязвимы для ударов с моря.
Правительство КНР проявляет интерес к участию в освоении Дальнего Востока и Сибири (РФ), среднеазиатских государств, усилило внимание к освоению Северного морского пути (строятся ледоколы), и добыче углеводородов в этом регионе.

## Флаги кораблей и судов

Флаг кораблей и судов ВМФ КНР
Гюйс кораблей и судов ВМФ КНР